# Farní sbor Českobratrské církve evangelické v Dobříši
Farní sbor Českobratrské církve evangelické, seniorátu pražského, jeden z jeho mimopražských sborů. Jeho duchovním správcem byl do roku 1999 farář Samuel Hejzlar st. a v letech 1999—2021 Samuel Hejzlar ml. V čele stojí laický představitel sboru kurátorka Kateřina Vojkůvková a farář Michal Šourek, působící od roku 2022. Bohoslužby se konají v sídle sboru každou neděli v 10:30. Sbor provozuje v úterý od 18:00 biblické hodiny pro dospělé a v pátek odpoledne biblické programy pro děti. V roce 2024 vykazoval 156 členů.

## Historie
Sbor vznikl už roku 1851 jako sbor a. v. v nedaleké obci Rybníky, kde si tehdy vybudoval i vlastní kostel (nyní v soukromém vlastnictví). Nynější kostel v Dobříši byl postaven v roce 1937, původně jako filiální, později na Dobříš přesídlila i správa sboru. V 90. letech 20. století byla v sousedství dobříšského evangelického kostela vybudována nynější farní budova.
Na konci roku 2022 začal sbor pořádat sbírku pro pořízení nových varhan.

## Faráři
- Samuel Hejzlar st. (do 1999)
- Samuel Hejzlar ml. (1999–2021)
- Michal Šourek (od 2022)